# زریبار (مجله)
زریبار (به کُردی: زرێبار) فصل‌نامه‌ای فرهنگی، ادبی، اجتماعی بود که با روش تحلیلی-پژوهشی به صورت دوزبانۀ کُردی-فارسی در شهر مریوان به چاپ می‌رسید. انتشار این فصلنامه به مدت نزدیک به ۱۹ سال از ۱۳۷۶ تا ۱۳۹۴ ادامه داشت. صاحب امتیاز و مدیر مسئول این فصلنامه عادل محمدپور بود و سردبیری آن را مسعود بیننده بر عهده داشت. نخستین شمارۀ فصلنامۀ زریبار در اردیبهشت ۱۳۷۶ منتشر شد.

## توقیف نشریه
در زمستان ۱۳۹۴ و در زمان حملۀ‌ داعش به کردستان سوریه و عراق، مقاله‌ای با عنوان «پیوند و عصبیت ناسیونالیست عربی و عربیت و اسلام از قریش تا ظهور داعش» به قلم «زکریا قادری» در شمارۀ ۸۷-۸۸ این فصل‎نامه به چاپ رسید. به دنبال انتشار این شماره امام جمعۀ مریوان در خطبه‌های نماز جمعۀ این شهر مدعی توهین این فصلنامه به پیامبر اسلام شد و از مسئولان جمهوری اسلامی ایران درخواست کرد مسئولان این نشریه را مورد پیگرد قرار دهند. به دنبال آن ادارۀ‌ فرهنگ و ارشاد اسلامی شهرستان مریوان و نیز فرمانداری مریوان از این نشریه شکایت کردند و هیأت نظارت بر مطبوعات نیز حکم توقیف فصلنامۀ زریبار و پیگرد مسئولان آن را صادر کرد. این در حالی بود که تحریریۀ نشریۀ زریبار بعد از این ماجرا با انتشار بیانیه‌ای از طریق سایت “زریوار خبر” به صورت رسمی از اسلامگراها و مردم مسلمان به خاطر انتشار این مقاله عذرخواهی کرده‌بود. زکریا قادری، نویسندۀ این مقاله استاد سابق علوم سیاسی دانشگاه آزاد کرمانشاه -واحد علوم و تحقیقات- بود که با فشار ادارۀ‌ اطلاعات کرمانشاه و حراست دانشگاه از ادامۀ تدریس در این دانشگاه محروم شده‌بود.
 جلسۀ رسیدگی به اتهامات پروندۀ فصل‎نامۀ زیبار قرار بود روز سه‌شنبه ۲۸ خرداد ۱۳۹۸ در شعبۀ اول دادگاه کیفری سنندج برگزار شود که به دلیل عدم حضور اکثریت اعضای هیأت منصفۀ مطبوعات برگزار نشد.